# Tactical Atomic Demolition Munition
La Tactical Atomic Demolition Munition (TADM, que l'on peut traduire en français par « munition atomique tactique de démolition ») désigne une bombe atomique portable américaine constituée d'une ogive W30, laquelle était logée dans un étui X-113.

## Description
Le X-113 avait un diamètre de 26 pouces et une longueur de 70 pouces. Ressemblant à un tuyau d'égout en tôle ondulée, le système pesait 840 livres.

## Histoire
Un essai du TADM fut réalisé lors du tir Johnny Boy pendant l'opération Dominic I et II. Sa puissance explosive était de 0,5 kt.
La fabrication du TADM a commencé en 1961 et toutes les unités ont été retirées de l'arsenal militaire américain en 1966.